# Pompoarismo

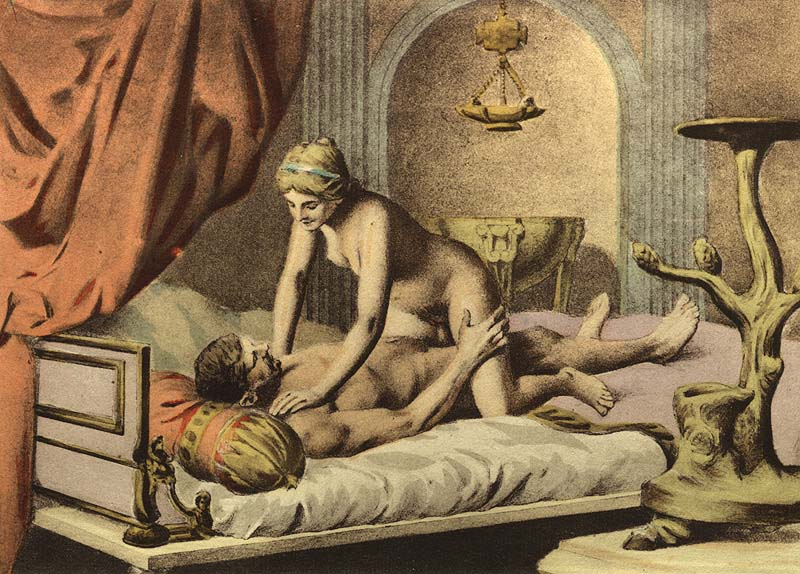
Na posição da mulher por cima, o homem é passivo enquanto a mulher toma a iniciativa (ilustração de 1906 por Édouard-Henri Avril)

O pompoarismo é uma antiga técnica oriental derivada do tantra que consiste na contração e relaxamento do músculo pubococcígeo, buscando como resultado o prazer sexual. Para o domínio da técnica são realizados com o auxílio dos ben-wa, que consistem em pequenas bolas ligadas através de um cordão de nylon ou silicone, conhecidas também como bolinhas tailandesas (no caso das mulheres), e na contração na musculatura no esfíncter e dos músculos do períneo (no caso dos homens). Afirma-se ainda que o pompoarismo pode ser benéfico contra incontinência urinária e na preparação do canal para partos mais fáceis.

## História

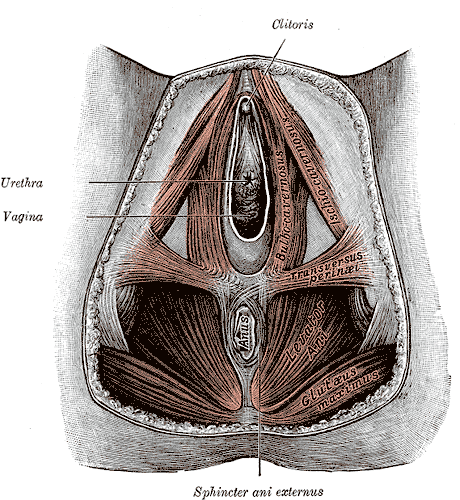
Musculatura do períneo feminino.

É uma técnica milenar do Oriente. Se originou na Tribo Africana Ubuntu e foi aperfeiçoada na Tailândia. Na Tailândia é costume passar a técnica de mãe para filha, assim como é costume que o futuro esposo pague um dote aos pais, e o valor depende da educação, dotes musicais e habilidades sexuais da futura esposa.

Aperta e solta

Ginástica semelhante foi desenvolvida na década de 1950 pelo ginecologista Arnold Kegel. Em 1952 Kegel "desenvolveu" alguns exercícios para mulheres que tinham problema de incontinência urinária. Com pesquisas ele descobriu que o músculo pubococcígeo estava fora de forma e não funcionava de maneira adequada. Exercitando esses músculos, o problema médico era resolvido e o potencial para sensações genitais e orgasmo era aumentado. Em parte porque o fluxo sanguíneo aumenta em músculos exercitados, e o aumento do fluxo de sangue está relacionado com a facilidade para excitação e orgasmo. Quando se aumenta a força de um músculo, aumenta-se seu suprimento de sangue, o efeito colateral: o aumento do fluxo de sangue para a pelve implica níveis mais elevados de excitação e orgasmos mais intensos.
Hoje é indispensável entre as comercializadoras de sexo, que utilizam essa capacidade para sua promoção e espetáculos de "halterofilismo pompoarístico", no qual mostram que podem fumar um cigarro colocado entre os lábios da genitália; sugar uma banana com a vagina e esmagá-la usando somente as contrações dos anéis musculares do fundo da vagina para frente; levantar objetos pesados; lançar objetos à distancia; abrir garrafas; sugar água, retê-la na vagina, dançar e depois liberar a água; sugar três tipos de água colorida, retendo-as com os três anéis da vagina e depois liberá-las sem misturá-las, dentre outras demonstrações.

## Kabzah
“Kabzah” ou “Kabza” (em hindi: कब्ज़ा, em urdu: قبضہ‎, árabe قبض) é uma técnica variante que se originou no Sul da Ásia, em que a parceira aplica contrações dos músculos abdominais para estimular o pênis do parceiro, que deve permanecer totalmente passivo. O termo significa “aquele que segura” e a sensação é comparada à de “ordenha”. Relata-se que as praticantes passam anos em treinamento antes de dominar esse método, considerado de difícil execução. O ato é uma forma de tantra, com o objetivo de aumentar a duração e a intensidade da relação sexual.

## Movimentos básicos

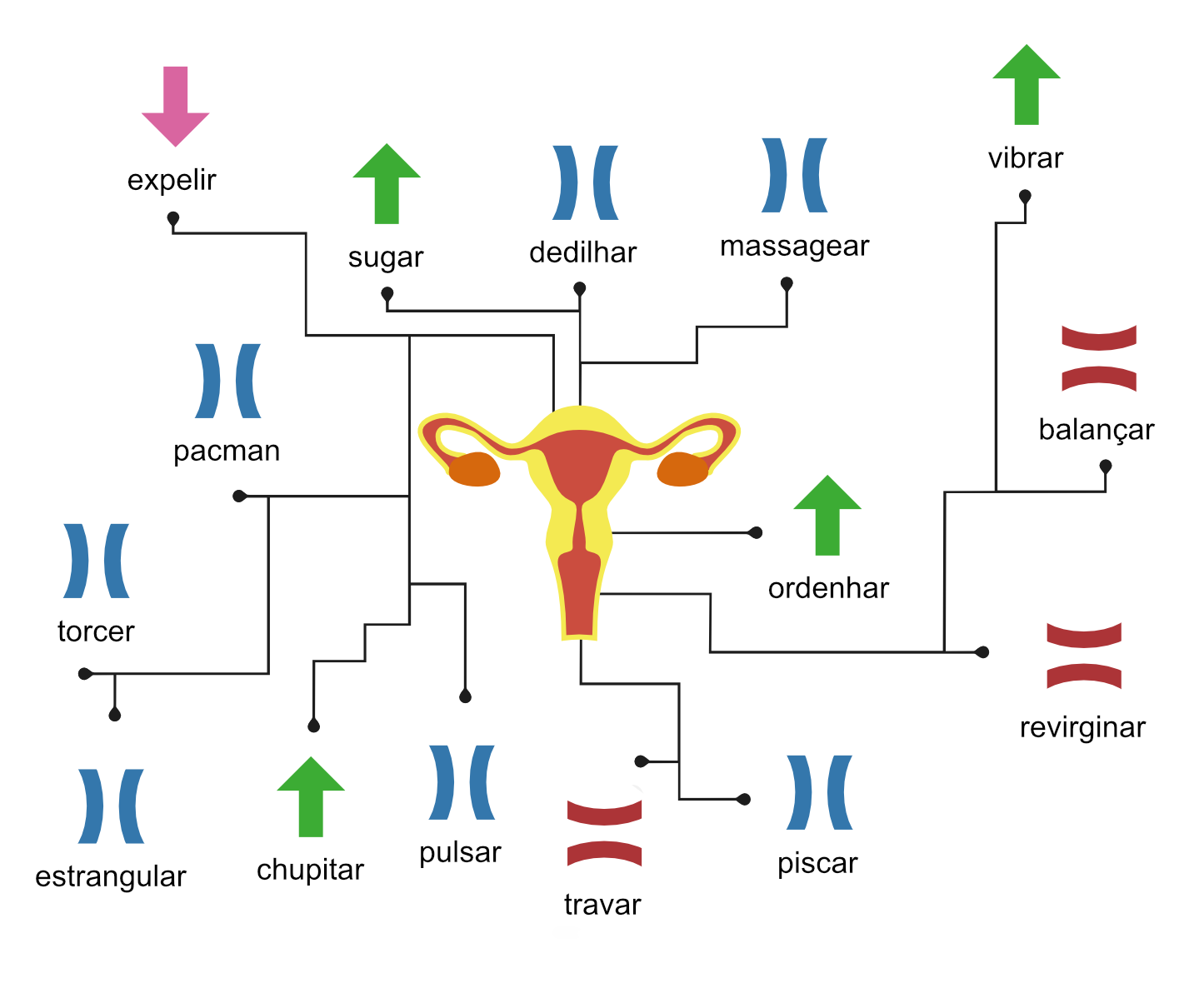
Técnicas de Pompoarismo

Muitos dos exercícios propostos para o pompoarismo fazem parte dos "Exercícios de Kegel", sugeridos por ginecologistas a fim de prevenir flacidez pós-parto e evitar a incontinência urinária.
- Chupitar - "sugar" e "mamar" o pênis com a vagina.
- Estrangular - apertar o pescoço da glande com um dos anéis vaginais.
- Expelir - forçar para fora o corpo do pênis, ficando somente a glande no interior da vagina.
- Ordenhar - massagear o pênis de maneira ordenada, utilizando os anéis vaginais.
- Sugar - introduzir somente a glande peniana na mulher, que tentará após isso sugar com a vagina o corpo do pênis.
- Torcer - apertar e torcer o pênis com os anéis vaginais.
- Travar - contrair a vagina de modo a impedir a saída do pênis.

## Vantagens do Pompoarismo
A fisioterapia ginecológica vem contribuindo cada vez mais para a saúde feminina, proporcionando um autoconhecimento da musculatura do assoalho pélvico e prevenindo disfunções que nele possam ocorrer. Considerando tais aspectos, estudos apresentam as vantagens do pompoarismo como diretamente relacionadas à incontinência urinária e a disfunções sexuais. Pode-se destacar que a técnica de pompoarismo:

### Promove o Tratamento da Incontinência Urinária
De acordo com o artigo “Avaliação funcional do assoalho pélvico: uma abordagem fisioterapêutica na prevenção da incontinência urinária”, publicado na revista “Fisioterapia Brasil” (2012), músculos sadios e volumosos proporcionam à mulher maior consciência sobre o próprio corpo. O fortalecimento da musculatura do assoalho pélvico, decorrente das técnicas de pompoarismo, proporciona uma autoconsciência perineal e está estritamente relacionada à saúde feminina, pois previne patologias consequentes de fraqueza muscular. Nesse sentido, está também atrelado a um maior ganho proprioceptivo, melhorando a autoestima e a autoconfiança.
Isso acontece porque o baixo ventre feminino possui um conjunto de estruturas musculares conhecido esfíncter uretral, que atua com a função de continência urinária. Nele, consiste em dois tipos de esfíncteres: o interno - que é involuntário - e o externo - que é voluntário -, e cada um é responsável por agir de maneira diferente no corpo da mulher. Os músculos voluntários são responsáveis por iniciar e interromper a micção, enquanto os involuntários mantém a contração ligeira impedindo a perda urinária sem o controle consciente.
Portanto, a incontinência se apresenta na mulher a partir da perda da capacidade do esfíncter voluntário, uma vez que a capacidade de manter o tônus obstruído ou desobstruído fica comprometida quando o músculo vai ficando flácido.
Resultados do estudo apresentado no artigo da revista demonstram que o pompoarismo exerce grande contribuição para a saúde de mulheres que enfrentam problema de incontinência urinária e disfunções relacionadas ao assoalho pélvico. O pompoarismo apresenta-se como solução para esse problema, tonificando a musculatura e devolvendo a capacidade do esfíncter voluntário.

### Proporciona melhora nas disfunções sexuais
A disfunção sexual é uma manifestação frequente entre as mulheres, e isso gera consequências na saúde e bem estar feminino. Segundo o artigo “Treinamento dos músculos do assoalho pélvico nas disfunções sexuais femininas”, publicado na revista Brasileira de Ginecologia e Obstetrícia (2010), as causas da disfunção sexual feminina apresentam diversos fatores, que podem ser físicos, psicológicos ou sociais. Dentre as principais, destacamos a idade avançada, menopausa, cirurgias vaginais, crença religiosa e até mesmo o desuso da musculatura perineal. O desuso dos músculos do assoalho pélvico está relacionado à disfunção sexual por contribuir para a incapacidade orgástica, uma vez que, com a musculatura flácida, há uma perda proprioceptiva.
O pompoarismo, que consiste no treinamento dos músculos do assoalho pélvico, pode promover melhora em relação à disfunção sexual, pois, de acordo com o artigo, com o fortalecimento da musculatura que se insere no corpo cavernoso do clitóris, há uma melhor resposta do reflexo sensório-motor (contração involuntária durante o orgasmo), e isso contribui consideravelmente na excitação e no orgasmo. Portanto, o pompoarismo é uma técnica que apresenta benefícios significativos para a vida sexual da mulher.
Natali Gutierrez, influencer e autora de livros e blogs sobre assuntos relacionados com a sexualidade, esclarece em um de seus artigos sobre pompoarismo alguns aspectos nos quais a técnica contribui de maneira positiva para a mulher:
- Flacidez Vaginal: assim como tratado no artigo publicado na Revista Brasileira de Ginecologia e Obstetrícia, a autora apresenta a flacidez vaginal como uma das principais causas da disfunção sexual. De acordo com a mesma, quando as mulheres não exercitam o períneo, especialmente por desuso, a região do orgão fica flácida.
- Vaginismo: outro aspecto mencionado pelo artigo da revista é a questão dos distúrbios psicológicos como causa da disfunção sexual feminina. A autora afirma que mulheres que sofreram abuso ou que perderam a virgindade de uma maneira traumática, por exemplo, podem, involuntariamente, contrair os músculos da vagina na hora do sexo.
- Dispareunia: essa disfunção também tem relação à dor na hora da relação sexual. No entanto, suas causas podem ser diversas, como: falta de lubrificação, irritação da vagina, um trauma obstétrico, entre outros.
- Anorgasmia: essa disfunção se trata da incapacidade de alcançar o clímax, ou orgasmo. De acordo com a autora, ela pode aparecer desde a primeira relação da mulher, e a causa desse transtorno advém, principalmente, de desordens psicológicas ou desconhecimento do próprio corpo.

Para todas essas disfunções, especialistas no assunto asseguram que o pompoarismo apresenta melhorias específicas que, em conjunto, contribui para que a mulher tenha uma vida sexual saudável.